# Andrea Weedon
Kirsten-Andrea Weedon (* 28. Februar 1989) ist eine guatemaltekische Tennisspielerin.

## Karriere
Weedon spielt bislang vorrangig auf der ITF Women’s World Tennis Tour, wo sie bereits zwei Titel im Doppel gewann. Auf der WTA Tour hat sie noch nicht gespielt.
Im April 2009 spielte sie in Santo Domingo gegen die Dominikanische Republik erstmals für die guatemaltekische Fed-Cup-Mannschaft. In ihrer Fed-Cup-Bilanz hat sie 37 Siege und 29 Niederlagen zu Buche stehen.

## Turniersiege

### Doppel
| Nr. | Datum             | Turnier   | Kategorie   | Belag     | Partnerin       | Finalgegnerinnen                        | Ergebnis  |
| --- | ----------------- | --------- | ----------- | --------- | --------------- | --------------------------------------- | --------- |
| 1.  | 7. September 2018 | Luque     | ITF $15.000 | Hartplatz | Melissa Morales | Camila Giangreco Campiz Sarah Tami-Masi | 7:5, 6:4  |
| 2.  | 9. November 2019  | Guatemala | ITF $15.000 | Hartplatz | Melissa Morales | Warona Mdlulwa Catalina Pella           | 6:3, 7:64 |